# Das Mädchen mit der Protektion
Das Mädchen mit der Protektion ist ein deutsches Stummfilmlustspiel aus dem Jahre 1925 von Max Mack mit Ossi Oswalda und Willy Fritsch in den Hauptrollen.

## Handlung
Marcelles Onkel Giovanni Giovanelli, ein engagierter Tanzmeister mit nicht allzu großer Fortüne, hatte stets den Traum geträumt, in der „großen weiten Welt“ berühmt zu werden, kam aber nie über die Provinz hinaus. Marcelle soll (und will) nun seinen Traum verwirklichen, lässt daher ihren Freund, den Apotheker Charles, daheim zurück und schließt sich dem gefeierten Revuestar Orina Norowna auf dem Weg zu den Bühnen der Metropole an. Doch ganz ohne Protektion, das weiß auch Marcelle, wird es mit der großen Theaterkarriere wohl nichts werden. Sie lernt den reichen Generaldirektor Duval kennen, der sich gern mit ihr schmücken und nicht gern allein frühstücken will, und so haben beide etwas von dem Deal, sich zu beider Nutzen zusammenzutun. Unter Duvals Protektion steigt Marcelle zum gefeierten Tanzstar auf. 
Ihr Chéri, der daheim gebliebene Charles, hat derweil ebenfalls die Nase voll vom Mief der Provinz und reißt von daheim aus. In der großen Stadt angekommen, nimmt er wiederum Marcelles Protektion an, auch wenn er eigentlich ohne fremde Hilfe „es schaffen will“. Heimlich verschafft Marcelle ihm zu einer guten Position bei einer Bank und darüber hinaus zu einer ansehnlichen Wohnung. Charles wird fuchsteufelswild, als er von Marcelles ungewollter Protektion erfährt, und beide kehren daraufhin in die Provinz zurück. Duval aber will sein hübsches „Anhängsel“ nicht einfach so ziehen lassen und bemüht sich redlich, Marcelle zu sich zurückzuholen. Charles muss nach einigem weiteren Hin und Her begreifen, dass manchmal Protektion durchaus seine guten Seiten haben kann. 

## Produktionsnotizen
Das Mädchen mit der Protektion passierte die Filmzensur am 17. August 1925 und wurde am 21. Dezember desselben Jahres in Berlin uraufgeführt. Die Länge des mit Jugendverbot belegten Fünfakters betrug 2090 Meter. 
Die Filmbauten gestalteten Curt Kahle und Kurt Radtke.

## Kritiken
Wiens Tagblatt befand: „Das Lustspiel ist prächtig, reich an Situationskomik und diese wirkt so natürlich, daß man lachen muß.“.
Das Kino-Journal konstatierte anerkennend: „Große Aufmachung.“.
Der Volksfreund meinte: „Besonders witzig ist dieser Film in seinen gelungenen Titeln. Darstellung, Aufmachung und Photographie sind recht gut.“.